# Michael Roesch
Michael Roesch (sinh ngày 24 tháng 4 năm 1974) là một đạo diễn, nhà sản xuất phim vả nhà biên kịch. Ông cộng tác về phim của ông với bạn đồng nhà làm phim Peter Scheerer.
Từ bé Michal Roesch đã yêu phim và bắt đầu quay phim ngắn lúc 12 tuổi dùng phim 8 mm. Trong khi Roesch tại trường đại học, ông làm việc là một nhà baó phim cho nhiều tờ báo và tạp chí. Sau đó, ông bắt đầu một sự nghiệp thành công bằng người viết kịch với bạn của ông 
Peter Scheerer và làm việc trong các năng lực sản xuất khác nhau.  Trong số các khoản tín dụng kịch của họ có  Alone in the Dark II, House of the Dead 2  and Far Cry.
Trong năm 2006, Roesch và Scheerer đạo diễn tính năng đầu tiên của họ, bộ phim kinh dị về ma cà rồng Brotherhood of Blood, với sự tham gia của Victoria Pratt, Sid Haig và Ken Foree. Bộ phim đã có buổi chiếu đầu tiên ở Sitges Film Festival in Sitges, Spain in October 2007 . Tại Mỹ và Gia nả đại, nhãn Ghosthouse Underground của Sam Raimi mua lại bộ phim, và phát hành nó qua Lionsgate.
Trong năm 2007 Roesch và Scheerer đạo Alone in the Dark II, với sự tham gia của Rick Yune, Lance Henriksen và Danny Trejo. Nó là một phần tiếp theo của bộ phim Alone in the Dark từ năm 2005.

## Phim tham gia
- Prisoners of the Sun' (2013) (người xuất bản đồng điều hành)
- Zombie Massacre (2012) (người sản xuất phó)
- Blubberella (2011) (người sản xuất phó)
- BloodRayne: The Third Reich (2010) (người sản xuất phó)
- Alone in the Dark II (2009) (đạo diễn, biên kịch)
- Far Cry (2007) (biên kịch)
- In the Name of the King: A Dungeon Siege Tale (2007) (người sản xuất phó)
- Brotherhood of Blood (2006) (đạo diễn, biên kịch)
- BloodRayne (2006) (người sản xuất phó)
- House of the Dead 2 (2005) (biên kịch)
- Alone in the Dark (2005) (biên kịch)
- House of the Dead' (2003) (người xuất bản đồng điều hành)